# Sérgio Dutra Júnior
Sérgio Dutra Júnior, conosciuto anche come Júnior Dutra (Santos, 25 aprile 1988), è un calciatore brasiliano, attaccante svincolato.

## Palmarès

### Club

#### Competizioni nazionali
- Coppa J. League: 1

Kashima Antlers: 2012
- Coppa del Belgio: 1

Lokeren: 2013-2014

#### Competizioni statali
- Campionato paulista: 1

Corinthians: 2018